# Gaspar de Vega

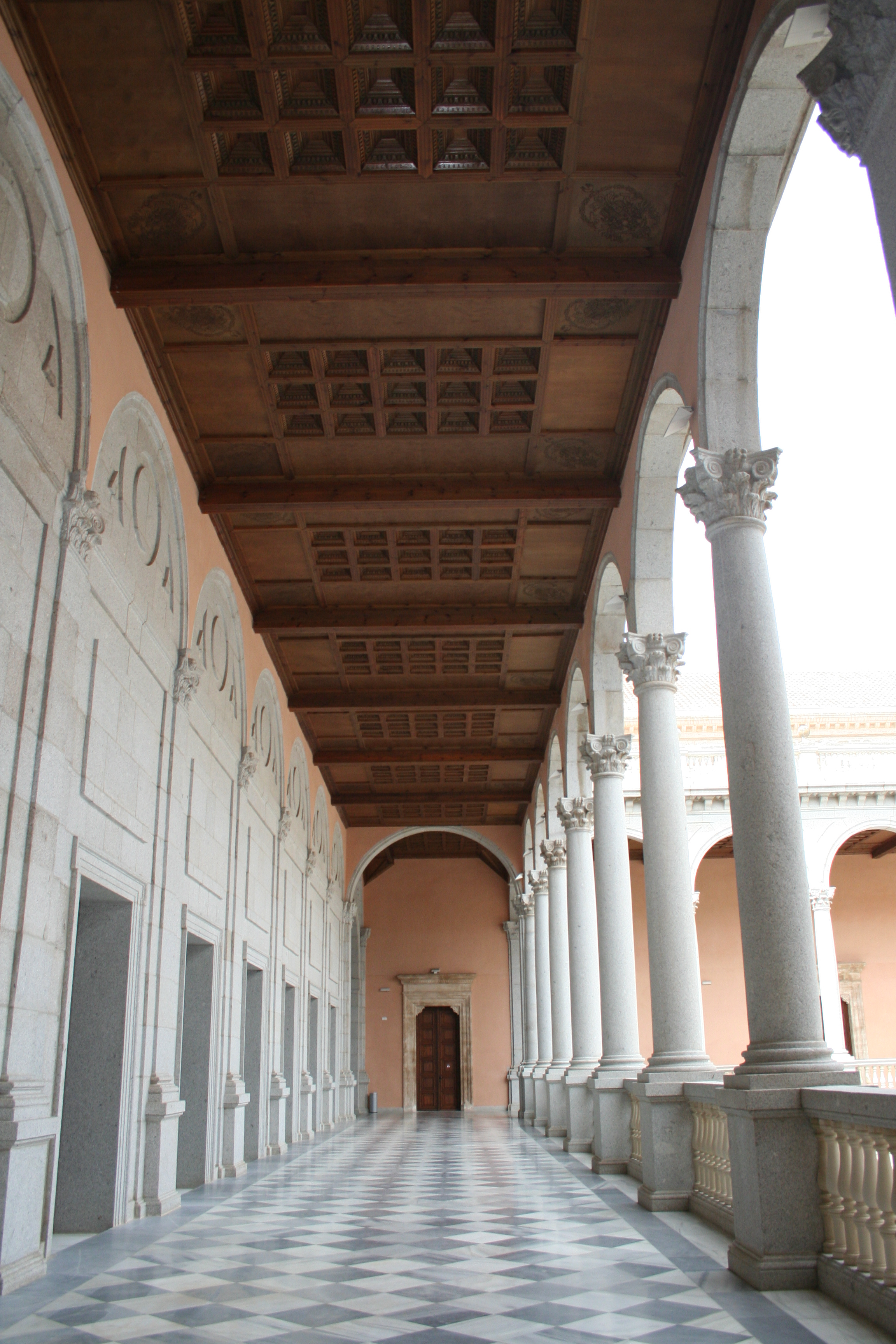
Arquería del alcázar de Toledo, iniciada en 1554 por Hernán González de Lara y finalizada por Gaspar.

Gaspar de Vega (c. 1523-1575) fue un arquitecto español. 

## Biografía
Es conocido por ser sobrino del arquitecto Luis de Vega (arquitecto imperial de los Reales Alcázares, en época de Carlos I) y cuñado de Francisco de Villalpando. Gaspar de Vega obtiene el título de maestro de obras de Felipe II en 1552 cuando es príncipe. Durante los primeros pasos como maestro de obras reside en Toledo y Sevilla. Entre sus obras más conocidas se encuentra las trazas de algunas de las dependencias del Palacio de Valsaín (la Casa del Bosque como era conocida en aquella época) como parte de los Reales Sitios en Segovia. Colaboró con su tío en las obras del Alcázar de Madrid, realizando un famoso dibujo en planta que ha llegado a nuestros días. Desarrolla igualmente trabajos en los Reales Alcázares de Sevilla (concretamente de la Galería Alta). 
Cuando el príncipe Felipe II viaja a Inglaterra en 1554 le lleva a su servicio. Algunos autores dudan que Gaspar hiciera este viaje en compañía del príncipe. Le acompaña, no obstante, en viajes posteriores a Flandes. En todos ellos es de suponer que asiste en temas arquitectónicos a Felipe II. Durante la estancia de Felipe II en Bruselas le acompañó, y fue testigo de su conversión (por renuncia de su padre) en rey de España. Gaspar regresa a España en 1556 desde la ciudad belga de Binche pasando por Francia.